# No Shame (Lily Allen)
No Shame è il quarto album in studio della cantante britannica Lily Allen, pubblicato l'8 giugno 2018.
Si tratta di un album elettropop con elementi reggae e dancehall.

## Singoli
Trigger Bang, in collaborazione con Giggs, è stato rilasciato il 12 dicembre 2017 come primo singolo estratto dall'album.
Higher e Three sono stati rilasciati l'8 marzo 2018 come singoli promozionali.
Lost My Mind è stato rilasciato il 31 maggio 2018 come singolo promozionale e successivamente, il 7 giugno 2018, in corrispondenza del lancio dell'album, come secondo singolo estratto dall'album.
Il 25 aprile 2019 viene rilasciato il terzo singolo estratto dall'album, What You Waiting For?, che vede il remix di Popcaan.

## Tracce
1. Come on Then – 3:11 (Lily Allen, Benjamin Garrett)
2. Trigger Bang (feat. Giggs) – 3:32 (Lily Allen, Benjamin Garrett, Nathaniel Thompson)
3. What You Waiting For? – 3:07 (Lily Allen, Dre Skull, Liana Banks)
4. Your Choice (feat. Burna Boy) – 3:42 (Lily Allen, Burna Boy, Ari Pen-Smith, P2J)
5. Lost My Mind – 3:48 (Lily Allen, Tim Rice-Oxley)
6. Higher – 4:08 (Lily Allen, Alastair O'Donnell, Daniel London, P2J)
7. Family Man – 3:39 (Lily Allen, Benjamin Garrett)
8. Apples – 3:40 (Lily Allen, Sam Duckworth, Cigarettes After Sex)
9. Three – 3:38 (Lily Allen, Benjamin Garrett)
10. Everything to Feel Something – 4:57 (Lily Allen, Benjamin Garrett, Eliza Caird, Jenna Andrews)
11. Waste (feat. Lady Chann) – 3:31 (Lily Allen, Lady Chann, Ellis Taylor, Tim Deal)
12. My One – 2:58 (Lily Allen, Michael Tucker, Ezra Koenig, Mark Ronson)
13. Pushing Up Daisies – 3:45 (Lily Allen, Cass Lowe)
14. Cake – 3:28 (Lily Allen, Ellis Taylor)